# Clyde Otis
Clyde Lovern Otis (* 11. September 1924 in Prentiss, Mississippi, USA; † 8. Januar 2008 in Englewood, New Jersey, USA) war ein US-amerikanischer Songwriter und Musikproduzent, der vor allem für seine Zusammenarbeit mit dem Sänger Brook Benton bekannt ist und einer der ersten afroamerikanischen A&R-Manager bei einem großen Musiklabel war.

## Biografie
Otis wuchs während der Großen Depression in ärmlichen Verhältnissen im US-Bundesstaat Mississippi auf. Nachdem er während des Zweiten Weltkriegs bei den US-Marines gedient hatte, zog Otis nach New York City und begann, inspiriert von seinem Marinekollegen Bobby Troup, der vor allem für das Lied Route 66 bekannt ist, Songs zu schreiben. Otis’ erster Erfolg war Nat King Coles Aufnahme seines Songs That’s All There Is to That, der 1956 die Billboard Top 20 erreichte.
Als Otis 1958 zum A&R-Manager bei Mercury Records ernannt wurde, begann er, Material für Brook Benton zu schreiben und zu produzieren. Diese Zusammenarbeit resultierte in Hits wie It’s Just a Matter of Time, Endlessly, So Many Ways (alle 1959 erschienen), Kiddio (1960) und The Boll Weevil Song (1961).
Otis produzierte auch eine Reihe von Duetten zwischen Benton und Dinah Washington, darunter Baby (You’ve Got What It Takes) und A Rockin’ Good Way (To Mess Around and Fall in Love) (beide 1960 erschienen). Er arbeitete auch an Washingtons Solowerken mit, insbesondere an den Klassikern What a Difference a Day Makes (veröffentlicht 1959, Grammy 1960) und This Bitter Earth (1961). Otis produzierte außerdem Hits für Sarah Vaughan (Broken-Hearted Melody, 1959), Timi Yuro (Hurt, 1961) und The Diamonds (The Stroll, 1957), die er auch als Co-Autor schrieb.
Nachdem er Mercury 1961 verlassen hatte, arbeitete Otis kurz bei Liberty Records, bevor er seinen eigenen Verlag, die Clyde Otis Music Group, gründete. Otis zog nach Nashville, Tennessee, und produzierte Sessions für die Country-Sänger Charlie Rich und Sonny James. Seine Lieder wurden auch von Elvis Presley, Aretha Franklin, Johnny Mathis und Patti Page aufgenommen.
Otis wurde vielfach ausgezeichnet. Unter anderem erhielt er im Jahr 2000 einen Pioneer Award der Rhythm and Blues Foundation.
Clyde Otis lebte über 40 Jahre in Englewood, New Jersey, und starb dort am 8. Januar 2008.